# Jungschütze
Ein Jungschütze ist ein Nachwuchsschütze. Die Jungschützen bilden oftmals eine eigene Abteilung innerhalb eines Schützenvereins oder einer Schützenbruderschaft.
Zweck einer solchen Abteilung ist es, die Jugendlichen an den Schießsport, an die Tradition und das Brauchtum des Schützenwesens heranzuführen. Dieser Sport erfordert während des Trainings höchste Disziplin und Konzentration und man entwickelt nebst den Schießübungen eine große Kameradschaft zu seinen Schützenkameraden.

## Deutschland
Als Jungschützen gelten in Deutschland Jugendliche zwischen 12 und 20 Jahren. Sie dürfen in folgenden Altersklassen, getrennt nach männlichen und weiblichen Teilnehmern, an Wettkämpfen nach der Sportordnung des Deutschen Schützenbundes teilnehmen:
- 12 – 14 Jahre = Schülerklasse
- 15 – 16 Jahre = Jugendklasse
- 17 – 18 Jahre = Junioren B
- 19 – 20 Jahre = Junioren A

Bis zum Alter von 14 Jahren dürfen Jungschützen in Deutschland nur mit Luftdruckwaffen, Armbrust und Bogen schießen. Ab 15 Jahren darf auch, mit schriftlicher Zustimmung der Erziehungsberechtigten, mit Kleinkaliberwaffen geschossen werden.
Im Bereich des BdHDS (Bund der Historischen Deutschen Schützen), der sich vom Rheinland und große Teile Nordrhein-Westfalens bis nach Ostwestfalen erstreckt, sind die Jungschützen im „BdSJ“ (Bund der St. Sebastianus Schützenjugend) organisiert. Mehrere Jungschützen-Ortsgruppen sind dort auf Bezirksebene zusammengefasst. Diese sind wiederum auf einer der fünf Diözesanebenen zusammengefasst. Auf jeder Ebene gibt es jeweils einen Jungschützenmeister nebst Vorstand, der von der unteren Ebene gewählt wird.
Ein Jungschützenvorstand besteht in der Regel aus dem Jungschützenmeister, seinem Stellvertreter, einem Kassierer, einem Schriftführer und je nach Größe einigen Jugendsprechern.
Die Jungschützen sind hier in andere Altersgruppen unterteilt als beim deutschen Schützenbund.
- Bambini 0–11 Jahre
- Schülerschützen 12–15 Jahre
- Jungschützen 16–24 Jahre

## Jungschützenmeister
Ein Jungschützenmeister ist ein Erwachsener, der auch in dem Schützenverein angemeldet ist und sich um die Jungschützen kümmert. Er ist beim Training dabei und organisiert Veranstaltungen wie zum Beispiel eine Fahrt zu einem Freizeitpark oder zum Bundesjungschützentag. In der Schweiz nennt sich dieses Amt Jungschützenleiter; ein solcher muss zwingend eine Ausbildung samt Prüfungen absolvieren. Diese beinhaltet, einmal den Jugendleiter, dieser Lehrgang wird vom BdSJ angeboten und durchgeführt. Er findet über zwei Wochenende statt und berechtigt den Teilnehmer anschließend die Jugendarbeit durchzuführen. Dazu gibt es auch die Jugendleiterkarte (JuLeiCa); diese ist mit einem Lichtbild versehen und weist den Träger als ehrenamtlichen Arbeiter in der Jugendarbeit aus. Des Weiteren benötigt man einen Sachkundelehrgang für Sportschützen sowie einen Schießleiterlehrgang. Beide Lehrgänge werden meist durch den Bezirksverband durchgeführt. Manchmal übernimmt er auch die Finanzen der Jungschützen, manchmal macht dies aber auch ein älterer Jungschütze. Der Jungschützenmeister wird auch JuSchMei genannt.

## Tirol
Jungschützen sind Jugendliche bis zu einem vom jeweiligen Schützenverein individuell festgesetzten Höchstalter (meist das 24. Lebensjahr).
Jeder Jungschütze erhält von der Armee eine Leihwaffe, die er im Winterhalbjahr gereinigt ins Zeughaus zurückgeben muss.

## Schweiz
Jungschützen sind Schweizer von 15 bis 20 Jahren (seit 1. Januar 2016 wurde das Mindestalter von 17 Jahren auf 15 gekürzt), die im Sinne einer vormilitärischen Ausbildung (wie z. B. SPHAIR) als Vorbereitung auf den Dienst an der Waffe in der Schweizer Armee, ausgebildet werden. Für die Bewerbung bei einigen Truppengattungen ist das vorherige Absolvieren von Jungschützenkursen laut Armeepublikationen erwünscht. Die ausgebildeten Jungschützen sollen allerdings nicht nur in den Genuss einer militärischen Schulung an der zukünftigen Dienstwaffe kommen, sondern auch zu zukünftigem Engagement in Schiesssportvereinen angeregt werden.
Insgesamt gliedern sich die Jungschützen in sechs Kurse, wobei sich die Kursgrade nicht nach den Fähigkeiten richten, sondern nach dem Alter. Am Ende jedes Kurses wird eine Bestätigung im militärischen Leistungsausweis eingetragen.
Die Jungschützen erhalten während des Kurses eine solide Ausbildung am Sturmgewehr 90 (SIG 550) sowohl in Theorie wie auch Schiesspraxis. Für die Zeit des Kurses von März bis Oktober erhalten die Jugendlichen eine Leihwaffe von der Armee, die allerdings bei allen Minderjährigen gemäss Waffengesetz und an den meisten Orten auch bei den Volljährigen nur ohne Verschluss, also nicht schiessfähig, ausgehändigt wird; die Versetzung in den schiesstüchtigen Zustand wird erst unter Aufsicht der Jungschützenleiter vorgenommen. Die Teilnahme an einem Kurs ist für die Jungschützen kostenlos – die Kosten werden von der Armee getragen – und jeder Schweizer Bürger in tauglichem Alter kann, sofern keine Gründe gemäss Waffengesetz dagegen sprechen, daran teilnehmen.

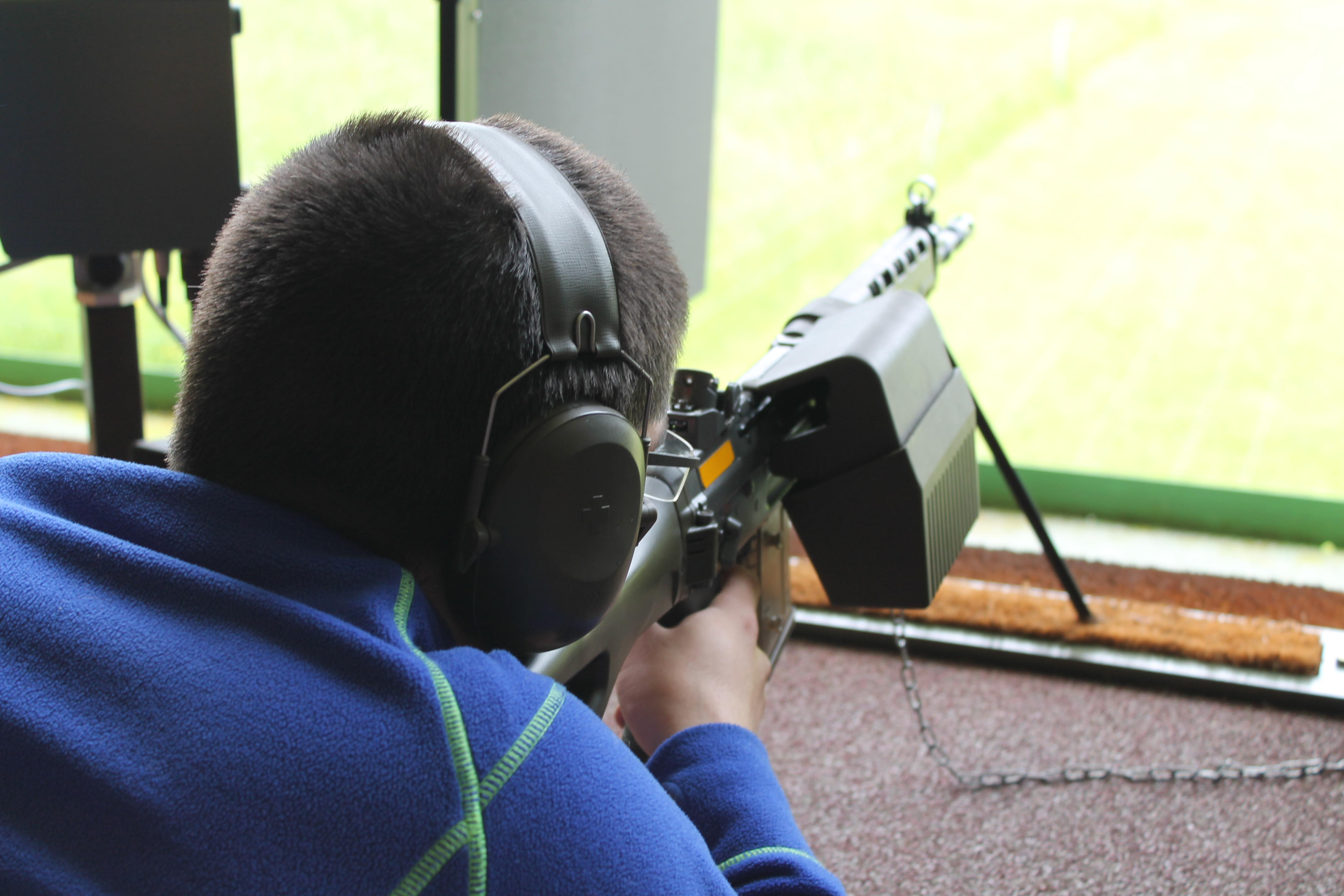
Jungschütz beim Schiessen